# Рядовий

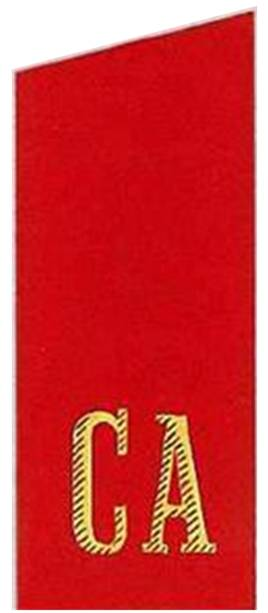
Погон рядового мотострілецьких військ Радянської армії

Знак розрізнення рядового 2-го класу армії США

Рядови́й — найнижче військове звання в арміях багатьох країн.
В Радянській армії разом зі званням єфрейтор відносилося до рядового складу армії. У військово-морських силах званню рядового відповідає звання матрос.